# 碧い砲撃
「碧い砲撃」（あおいほうげき）は、日本のシンガーソングライター・オーイシマサヨシの楽曲。4作目のデジタル配信限定シングルとして、2022年9月11日に各音楽配信サービスにてポニーキャニオンからリリースされた。

## 概要
前作の配信限定シングル『神或アルゴリズム (feat.りりあ。)』から約1年7か月ぶりのリリースとなった楽曲である。
本楽曲は、スマートフォン向けアプリゲーム『アズールレーン』の5周年記念ソングとして大石が書き下ろした楽曲となっており、9月10日にYostarのYouTubeチャンネルにて行われた「アズールレーン5周年記念生放送 −豪華客船から祝福を−」内の「祝5周年！アズレン公式生放送 新情報大解禁SP」にて初めて情報が明かされた。
2023年3月8日に発売された9枚目のシングル『ギフト』にカップリング曲として収録された。

## 収録内容
| #         | タイトル                   | 作詞・作曲 | 編曲          | 時間 |
| --------- | -------------------------- | ---------- | ------------- | ---- |
| 1.        | 「碧い砲撃」               | 大石昌良   | eba、大石昌良 | 3:52 |
| 2.        | 「碧い砲撃」(Instrumental) |            |               | 3:50 |
| 合計時間: | 合計時間:                  | 合計時間:  | 合計時間:     | 7:42 |

## 参加ミュージシャン
- Vocal オーイシマサヨシ
- Guitar eba
- Bass イガラシ (ヒトリエ)
- Drum みっちゃん (岸田教団&THE明星ロケッツ)
- Piano 高尾奏之介 (F.M.F)